# Робертс, Джейн (писательница)
Джейн Ро́бертс (англ. Jane Roberts; 8 мая 1929; Саратога-Спрингс, Нью-Йорк — 5 сентября 1984 года; Элмайра, Нью-Йорк) — американская писательница, поэт, медиум, одна из основоположников эпохи нью-эйдж. Она была наиболее известна широкой публике как духовный медиум для «сущности» по имени Сет. Благодаря публикации этих текстов она стала одним из самых известных представителей в области экстрасенсорики. Кроме того, она опубликовала рассказы, стихи, новеллы, детские рассказы и собственные сочинения по метафизике, не имеющие прямого отношения к Сету.

## Молодость и карьера
Джейн родилась в Олбани, штат Нью-Йорк, и выросла в соседнем Саратога-Спрингс, штат Нью-Йорк. Её родители, Делмер Хаббелл Робертс и Мари Бурдо, развелись, когда ей было два года. Затем со своим единственным ребёнком юная Мари вернулась к своим родителям в дом, который семья арендовала на несколько лет: половину двухместного дома в бедном районе. Мари начала страдать от ревматоидного артрита на ранних стадиях к 1932 году, но старалась изо всех сил. В конце концов, дедушка Робертс, Джозеф Бурдо, с которым она разделяла глубокую мистическую идентификацию, не смог содержать ещё двух человек, и семье пришлось полагаться на общественную помощь. Бабушка Джейн погибла в автокатастрофе в 1936 году.
В следующем году её дедушка переехал из дома. К тому времени Мари была частично нетрудоспособна, и Департамент социального обеспечения начал предоставлять матери и дочери время от времени (часто ненадёжную) помощь по дому. Когда Мари стала инвалидом, прикованным к постели, забота о ней была обязанностью Джейн. Это включало приготовление пищи, уборку, принесение ей подкладного судна и вставание посреди ночи, чтобы заправить плиту. Её озлобленная мать говорила Джейн, что собирается включить газовые форсунки посреди ночи и убить их обоих. Когда её мать предприняла попытку самоубийства примерно в пятый раз, она приняла снотворное и попала в больницу. Джейн написала, что пошла к социальному работнику и сказала: «Я больше не могу. Мне просто нужно уйти». Снова и снова Мари говорила Джейн, что она никуда не годится, что рождение дочери стало причиной болезни матери и что от неё отреклись и больше не считают её дочерью.
Постоянное психологическое насилие и жестокое обращение со стороны её матери привели к тому, что у девочки появился глубокий страх быть брошенной. Такие ситуации усиливали у Джейн ощущение опасности, но также усиливали чувство независимости, поскольку ей не приходилось чувствовать себя такой зависимой от Мари, как в противном случае.
Задолго до того, как ей исполнилось 10 лет, у Джейн развились стойкие симптомы колита. К раннему подростковому возрасту у неё была сверхактивная щитовидная железа. Её зрение было плохим; ей требовались очки с большим увеличением (которые она носила редко). Большую часть 1940 года и половину 1941 года Джейн находилась в строгом католическом приюте в Трое, штат Нью-Йорк, в то время как её мать была госпитализирована в другом городе для лечения артрита. В дом регулярно приходили священники, предлагалась поддержка безотцовской семье. Первоначальная привязанность Джейн к культурным религиозным убеждениям была очень сильной, чтобы компенсировать отсутствие любящей, заботливой семьи. Какое-то время она была оставлена между системами верований.
Летом 1945 года, когда ей было 16 лет, Джейн начала работать в магазине. Это была её первая работа. Той осенью она продолжала работать после уроков и иногда по субботам. После посещения государственных школ она поступила в Скидмор-колледж с 1947 по 1950 год по стипендии для поэтов. Дедушка Робертс умер, когда ей было 19 лет. Для неё это было время сильного потрясения. Она начала подменять научное мировоззрение религиозной верой.

### Знакомство и брак с Робертом Баттсом
В то время Джейн встречалась с Уолтом Зе, давним другом из Саратога-Спрингс. Вместе они отправились на западное побережье на мотоцикле, чтобы увидеть отца Джейн, который тоже вернулся из неблагополучной семьи. Затем Джейн вышла замуж за Уолта и продолжала писать, одновременно занимая множество других должностей, в том числе общественного редактора газеты Саратога и начальника радиозавода. Уолт и Джейн прожили вместе три года. Именно тогда, в феврале 1954 года, когда Джейн «резала, танцевала и устраивала ад на вечеринке», Джейн впервые встретила бывшего коммерческого художника Роберта Фабиана Баттса-младшего (20 июня 1919 — 26 мая 2008). В четвёртый раз они встретились на другой вечеринке, и Джейн «просто посмотрела на него и сказала: „Послушай, я ухожу от Уолта, и я буду жить одна или я буду жить с тобой, так что просто скажи мне“». В конце концов они вместе уехали из города, и Джейн подала на развод. Джейн и Роб поженились 27 декабря 1954 года в доме его родителей в Сейре, штат Пенсильвания.
Джейн писала в самых разных жанрах: стихи, рассказы, детская литература, документальная литература, научная фантастика, фэнтези и романы. Она была единственной женщиной, приглашённой на первую конференцию писателей-фантастов в 1956 году в Милфорде, штат Пенсильвания.
Пара переехала в Элмайру, штат Нью-Йорк, в 1960 году, чтобы найти постоянную работу с частичной занятостью: Роб работал в местной компании по производству поздравительных открыток, Джейн — в художественной галерее. Сейчас, когда ей за тридцать, она и её муж начали записывать то, что, по её словам, было «сообщениями от личности по имени „Сет“», и она написала несколько книг об этом опыте.

## Сет
По их собственным утверждениям, Робертс и Баттс впервые столкнулись с паранормальными явлениями во время книжных исследований во время экспериментов с доской для спиритических сеансов (своеобразная доска с нарисованными словами «да», «нет» и буквами алфавита). Говорят, что первый контакт с Сетом был установлен 2 декабря 1963 года.

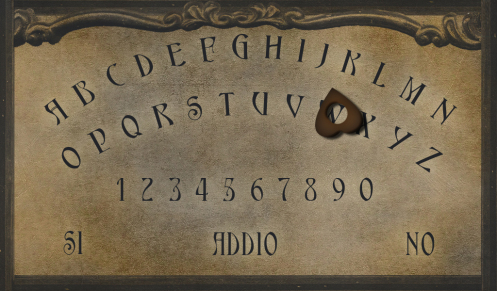
«Уиджи» — доска для спиритических сеансов

В течение 21 года, до смерти Робертс в 1984 году (с годовым перерывом из-за её последней болезни), Робертс проводила регулярные сеансы, на которых она впадала в транс и говорила, что говорит от имени Сета. Муж работал стенографистом и расшифровывал сообщения, которые затем копировались на пишущей машинке. Вместо этого некоторые сессии были записаны на плёнку. Сообщения, передаваемые Сетом через Робертс и состоящие в основном из монологов на самые разные духовные, религиозные, философские, психологические и политические темы, известны под общим названием «Материалы Сета».
В 1967—1975 гг. она вела занятия по экстрасенсорному восприятию, где обучала людей тому, как раскрыть свои врождённые способности и применять их в повседневной жизни. Достаточно часто во время занятий начинались неожиданные сеансы с Сетом. Кроме занятий по экстрасенсорике Джейн вела класс по писательскому делу. Он был не столь популярен, но желающих всё равно было много. Оба курса были платными, и семья жила на доход с них. Издание книг практически не приносило денег, и на прибыль с них семья бы прожить не смогла.
Материал, собранный до 1969 года, был опубликован в синтетической форме в следующем году в одноимённом томе «Материалы Сета», который был написан Робертсом с использованием материала, полученного во время сеансов ченнелинга.
Начиная с 1972 года Робертс также публиковала книги, которые, как она утверждала, были полностью продиктованы Сетом, самая ранняя и самая известная из которых — «Говорит Сет». Робертс не претендовала на авторство этих книг, за исключением своей роли медиума.
Серия «Книги Сета» насчитывает в общей сложности десять томов, хотя последние два кажутся неполными из-за болезни Робертса. Список названий включает, помимо «Сообщений Сета» (1972), «Ваша повседневная реальность» (1974), «Неизвестная реальность» (1977—1979) и «Природа психики» (1979). Роберт Баттс внёс примечания и комментарии ко всем книгам Сета.
Хотя она сказала, что говорила от имени Сета, поведение Робертс отличалось от обычного, о чём сообщали такие свидетели, как сам Баттс, друзья, знакомые и слушатели курсов: в частности, общение Сета началось со своеобразного жеста, которым Робертс он порвал и выбросил свои очки. Во время ченнелинга Сета Робертс говорила низким, хриплым голосом, больше похожим на мужской голос, и с сильным акцентом, который не был таким узнаваемым, как у неё. Жесты и манеры Робертс во время сеансов также были типичны для пожилого мужчины, и Сет обращался к ней так, как если бы Робертс был человеком по имени Рубурт. В отличие от известного провидца Эдгара Кейси, чей синтаксис, когда он говорил в трансе, был устаревшим и запутанным, синтаксис и структура предложений Робертс были очень ясными и современными.
По словам Джейн, Сет описал себя как «энергетическую сущность личности, больше не сосредоточенную в физической реальности», независимую от подсознания Робертса. Однако сама Робертс выразила скептицизм относительно происхождения Сета, задаваясь вопросом, было ли это частью её личности.
Йельский университет поддерживает всеобъемлющий архив, документирующий работу и жизнь Джейн Робертс, включая, помимо опубликованных сочинений, личные письма (такие как дневники, личные документы и переписка) и аудиозаписи различных предполагаемых сеансов ченнелинга, включая те, которые касаются Сета.
Сущность по имени «Сет» быстро стала классикой жанра, вызвавшего повальное увлечение ченнелингом в 1970 -х годах. Сложность и литературность текста иногда оправдывают интерес, проявленный к нему миллионами читателей. Многие принципы Нью Эйдж взяты из 16 работ Сета.

### Центральные тезисы книг Сета
Тезисы, представленные в книгах Сета, касаются практически всех сфер жизни. От метафизических теорий и размышлений о физических объяснениях мира до эзотерических тезисов и предсказаний будущих событий. Например:
- Время и пространство — иллюзии; будущее, прошлое и настоящее существовали только в нашей физической реальности, в духовной реальности они существуют одновременно.
- Каждый человек ведёт разные жизни одновременно (вопреки тезису последовательных воплощений).
- Каждый человек сам формирует опыт своей личной реальности и сам выбирает обстоятельства, чтобы иметь возможность иметь определённый опыт.
- Есть параллельные вселенные (похожие на многочисленную интерпретацию миров).
- Бог является неисчерпаемым источником умственной энергии, который включает в себя всё творение; эта умственная энергия пронизывает каждое отдельное существование во вселенной и является «строительным материалом» для всего, что существует.

В «Разговорах с Сетом» это у.а. также о жизни и смерти Иисуса Христа; в «Природе психики» это у. а. о любви, сексуальности и творчестве[прояснить]. Многие утверждения рассчитаны на жизнеобеспечение: нужно изменить себя, чтобы иметь возможность добиться изменений в личной жизни, и приспособить свои ожидания и базовые предположения к своим желаниям.

### Эзотерические теории
Проводится различие между
- «Система отсчёта 1»: соответствует повседневной физической жизни;
- «Система отсчёта 2»: соответствует повседневной психической жизни как источнику системы отсчёта 1 и её смысловому и духовному уровню.

Характеристика системы отсчёта 2 может быть сравнима с Хроникой Акаши в эзотерике. В кадре 1, согласно Сету, человек живёт как привычное эго, строитель и «носитель» жизни, в то время как в кадре 2 каждый человек — как бы бессознательно эго — работает как «архитектор» и «дергатель нитей». И физические события в соответствии с постоянно воссоздаваемыми в соответствии с убеждениями эго[прояснить].

## Здоровье
Джейн унаследовала склонность к различным заболеваниям и слабое здоровье от своей матери. У неё достаточно рано стали наблюдаться симптомы ревматоидного артрита. Она не обращалась к врачам даже тогда, когда села в инвалидное кресло. Она предпочитала лечить себя методами, которые дал Сет. Однако работа с личными убеждениями и настройками не была полной и сильно успешной. Деструктивные, негативные мысли уложили её в клинику в 1982 году. Но и там Джейн продолжала проводить не частые сеансы с Сетом для мужа и для себя. Они собраны в книге: «Путь к здоровью».

## Смерть
Джейн провела в больнице полтора года. И там же скончалась 5 сентября 1984 года. К моменту смерти она была полностью парализована, не могла видеть и слышать. На следующий день её кремировали, а прах поместили на кладбище Уэйн Каунти, Нью-Йорк. Отец Джейн умер в 1971 году в 68 лет. Мать Джейн умерла спустя полгода, тоже в 68 лет. Муж Джейн умер в 2008 году от рака, в 89 лет. Всю свою жизнь он работал над выходом книг Сета в мир. В 1999 году он заключил брак со своим секретарём Лорел Ли Дэвис. Его прах находится на том же кладбище, что и прах Джейн.

## Критика
Робертс и Материалы Сета вызвали критику за пределами сообщества паранормальных явлений. Поэт Чарльз Аптон в своём сборнике эссе под названием «Система антихриста» утверждал, что Робертс умножил своё «я» из-за страха смерти. Он считал, что тексты Сета основаны на непонимании как христианства, так и восточных религий.
Профессор психологии и известный критик парапсихологии Джеймс Э. Олкок высказал мнение: «В свете всего этого Материалы Сета, безусловно, следует рассматривать как менее чем обычные. Конечно, было время и талант для мошенничества, чтобы сыграть свою роль, но мы не можем различать эту возможность и возможность бессознательного производства — во всяком случае, учитывая эти обстоятельства, кажется мало необходимости рассматривать участие какой-либо сверхъестественной силы».
Некоторые религиозные группы предупреждали своих членов об опасностях и обманах, связанных с чтением ченнелинговых сообщений от Робертс и других. Джон Макартур, ведущий синдицированного христианского ток-шоу, считает Материалы Сета «книгой, полностью написанной демоном», в то время как Фонд Урантии Новой Эры считает книгу свидетельством «одержимости дьяволом». В таких видео, как Джейн Робертс «Сет говорит, это антикатолическая ненависть к книгам — разрешено СМИ», утверждалось, что Сет был «демоном из ада, с которым связались через доску для спиритических сеансов».
Научный писатель Карен Столлзноу написала, что большая часть работ Робертса «критиковалась за то, что они являются грабежом христианской и восточной философии».
После смерти Робертс другие утверждали, что установили контакт с Сетом. Во введении к первой продиктованной Сетом книге «Сет говорит» «он» говорит, что «общение будет осуществляться исключительно через Рубурта (имя Сета для Джейн) в любое время, чтобы защитить целостность материала». В «Материалах Сета» Джейн Робертс написала: «Несколько человек сказали мне, что Сет общался с ними с помощью автоматического письма, но Сет отрицает любые такие контакты».

## Восприятие и влияние
Влияние Сета на мыслителей Нью-эйдж было глубоким. На титульном обложке книги «Природа личной реальности, книга Сета», переизданной в 1994 году (Amber-Allen/New World Library), содержатся свидетельства некоторых из наиболее известных мыслителей и писателей движения. Марианна Уильямсон, Дипак Чопра, Шакти Гавейн, Дэн Миллман, Луиза Хей, Ричард Бах, Эстер Хикс и другие рассказывают о влиянии Материалов Сета на их собственное пробуждение. Словами, похожими на слова Уильямсона, они заявляют: «Сет был одним из моих первых учителей метафизики. Он остаётся постоянным источником знаний и вдохновения в моей жизни». Кэтрин Л. Альбанезе, профессор истории религии вЧикагский университет заявил, что в 1970-х годах Seth Material «открыл эру общенациональной осведомлённости» о тенденции ченнелинга. Она считает, что это способствовало «самоидентификации зарождающегося движения Нью-эйдж, а также пополнило его ряды».
В предисловии к своей книге об учении Абрахама Эстер Хикс рассказывает, как ещё до установления контакта с Абрахамом её муж Джери читал ей книги Робертс по Материалам Сета. Они планировали съездить к Джейн и пообщаться с Сетом, но вскоре узнали, что Джейн умерла.
Джон П. Ньюпорт в своём исследовании влияния верований Нью-эйдж на современную культуру описал центральную направленность Материалов Сета как идею о том, что для каждого человека: «вы создаёте свою собственную реальность». (Коротко говоря, наши убеждения порождают эмоции, которые запускают наши воспоминания и организуют наши ассоциации. В конце концов, эти убеждения проявляются в нашей физической жизни и здоровье.) Ньюпорт писал, что эта основополагающая концепция движения Нью-эйдж была впервые разработана в Материалах Сета. Историк Роберт С. Фуллер, профессор религиоведения в Университете Брэдли, писал, что Сет выполнял роль проводника того, что Фуллер назвал «нецерковной американской духовностью», кармой, свободнай волей, древней метафизической мудростью и «христосознанием».
Некоторые авторы отмечали: «Муж Роберт Баттс утверждал, что между идеями Сета и идеями различных религиозных, философских и мистических учений Ближнего, Среднего или Дальнего Востока существует сходство… и мы немного почитали о буддизме, индуизме, дзене и даосизме, например, не говоря уже о таких предметах, как шаманизм, вудуизм и обеах».
Писатель новой волны Майкл Талбот писал: «К моему большому удивлению — и лёгкому раздражению — я обнаружил, что Сет красноречиво и ясно сформулировал взгляд на реальность, к которому я пришёл только после больших усилий и обширного изучения как паранормальных явлений, так и квантовой физики».
Рукописи и архивы библиотеки Йельского университета хранят коллекцию под названием «Документы Джейн Робертс» (MS 1090), в которой задокументирована карьера и личная жизнь Джейн Робертс, включая журналы, стихи, переписку, аудио- и видеозаписи, а также другие материалы, подаренные после её смерти мужем Робертс и другими лицами и организациями. Коллекция Йельского университета под названием «Документы Джейн Робертс» занимает 164,08 погонных фута полочного пространства и содержится в 498 коробках.

## Полное собрание сочинений

### Книги
- Робертс, Джейн (1966). Как развить силу экстрасенсорного восприятия. Издательство: Федерик Фелл. (Позже переименовано и переиздано как «Пришествие Сета».) ISBN 0-8119-0379-6.
- Робертс, Джейн (1970). Материал Сета. Перепечатано в 2001 г. компанией New Awareness Network. ISBN 978-0-9711198-0-2.
- Робертс, Джейн (1972). Сет говорит: вечная ценность души. Перепечатано в 1994 году издательством Amber-Allen Publishing. ISBN 1-878424-07-6.
- Робертс, Джейн (1974). Природа личной реальности. Прентис-Холл. Перепечатано в 1994 г., издательство Amber-Allen Publishing. ISBN 1-878424-06-8.
- Робертс, Джейн (1975). Приключения в сознании: введение в психологию аспектов. Прентис-Холл. ISBN 0-13-013953-X.
- Робертс, Джейн (1975). Диалоги Души и смертного Я во времени. Прентис-Холл. ISBN 0-13-208538-0. Поэзия.
- Робертс, Джейн (1976). Психическая политика: книга по психологии аспектов. Прентис-Холл. ISBN 0-13-731752-2.
- Робертс, Джейн (1977). «Неизвестная» реальность, том. 1. Прентис-Холл. Перепечатано в 1997 г., издательство Amber-Allen Publishing. ISBN 1-878424-25-4.
- Робертс, Джейн (1979). «Неизвестная» реальность, том. 2. Прентис-Холл. Перепечатано в 1997 г., издательство Amber-Allen Publishing. ISBN 1-878424-26-2.
- Робертс, Джейн (1977). Мировоззрение Поля Сезанна: психическая интерпретация. Прентис-Холл. ISBN 0-13-968859-5.
- Робертс, Джейн (1978). Посмертный журнал американского философа: мировоззрение Уильяма Джеймса. Прентис-Холл. ISBN 0-13-018515-9.
- Робертс, Джейн (1979). Обучение Эмира правильному использованию магических сил. Прентис-Холл. ISBN 1-57174-142-9. Детская литература.
- Робертс, Джейн (1979). Природа психики: её человеческое выражение. Прентис-Холл. Перепечатано в 1996 г., издательство Amber-Allen Publishing. ISBN 1-878424-22-X.
- Робертс, Джейн (1981). Личность и природа массовых мероприятий. Прентис-Холл, ISBN 0-13-457259-9. Перепечатано в 1994 г., Amber-Allen Publishing, ISBN 1-878424-21-1.
- Робертс, Джейн (1995). Трилогия Сверхдуши Семь. Издательство Эмбер-Аллен. ISBN 1-878424-17-3. Издание: Мягкая обложка; 1 мая 1995 г. (первоначально опубликовано в виде трёх отдельных книг: «Воспитание Сверхдуши 7» (1973); «Дальнейшее образование седьмой Сверхдуши» (1979); «Семь Сверхдуши и Музей времени» (1984)).
- Робертс, Джейн (1981). Бог Джейн: экстрасенсорный манифест. Прентис-Холл. ISBN 0-01-335749-2. Перепечатано в 2000 г., Moment Point Press. ISBN 0-9661327-5-0.
- Робертс, Джейн (1982). Если мы снова будем жить, или Общественная магия и личная любовь. Прентис-Холл. ISBN 0-13-450619-7. Поэзия.
- Робертс, Джейн (1986). Мечты, эволюция и реализация ценностей. Прентис-Холл, два тома, ISBN 0-13-219452-X и ISBN 0-13-219460-0.
- Робертс, Джейн (1986). Сет, Сны и проекции сознания. Издательство Стилпойнт.

(1993). Читатель Сета. Пресса весеннего равноденствия. Сборник под редакцией Ричарда Робертса. ISBN 0-942380-15-0.
- Робертс, Джейн (1995). Волшебный подход: Сет говорит об искусстве творческой жизни. Издательство Эмбер-Аллен. ISBN 1-878424-09-2.
- Робертс, Джейн (1997). Путь к здоровью. Роберт Ф. Баттс (предисловие), Amber-Allen Publishing. ISBN 1-878424-30-0.
- Робертс, Джейн (2006). Мировоззрение Рембрандта. Новая информационная сеть. ISBN 0-9768978-2-2.
- Робертс, Джейн (1997 г. и позже). Ранние сессии (сессии с 1 по 510 материалов Сета). Новая информационная сеть. Под редакцией Роберта Баттса. Девять томов. ISBN 0-9652855-0-2.
- Робертс, Джейн (2003). Персональные сеансы. Новая информационная сеть. Удалённый материал сеанса. Семь томов. ISBN 0-9711198-4-8.
- Робертс. Джейн. Занятия раннего класса. Новая информационная сеть. Четыре тома.

### Работы Джейн Робертс, говорящей от имени Сета
- Разговоры с Сетом. Аристон, Женева, 1979 г., ISBN 3-7205-1181-2.
- Природа психики. Аристон, Женева, 1981 г., ISBN 3-7205-1215-0.
- Природа личной реальности. Аристон, Женева, 1985 г.
- Материалы Сета. Аристон, Genf 1986, ISBN 3-7205-1339-4.
- Индивидуальная и массовая судьба. Аристон, Женева, 1988 г., ISBN 3-7205-1511-7.
- Сет и реальность Психеи. Гольдманн, Мюнхен, 1989 г., 2 тома, ISBN 3-442-11888-3 и ISBN 3-442-11889-1.
- Мечты, «эволюция» и реализация ценностей. Аристон, Женева, 1990 г., 2 тома, ISBN 3-7205-1613-X и ISBN 3-7205-1615-6.
- Последнее сообщение Сета. Бауэр, Фрайбург-им-Брайсгау, 1999, ISBN 3-7626-0728-1.
- Ранние сессии. Seth-Verlag, Sempach/Швейцария, 2000-03, 9 томов, ISBN 3-907833-00-7
- Занятия раннего класса. Seth-Verlag, Sempach/Швейцария, 2012-14, 4 тома, ISBN 978-3-907833-81-0
- Сет, Сны и проекции сознания. Сет-Верлаг, Земпах/Швейцария, 2013 г., ISBN 978-3-907833-84-1

### Рассказы и повести
- Робертс, Джейн. «Молитва мудреца» в профиле, 1950.
- Робертс, Джейн. «Красный фургон» в «Журнале фэнтези и научной фантастики», 1956 г. (переиздан в 1993 г., журнал « Reality Change Magazine»; составлен в 1975 г. в журнале Ladies of Fantasy).
- Робертс, Джейн. «Пирамида из холста» в «Журнале фэнтези и научной фантастики», 1957 г. (французское издание, 1958 г.).
- Робертс, Джейн. «Первое причастие» в « Фантастической вселенной», 1957 год.
- Робертс, Джейн. «Каштановые бусы» в «Журнале фэнтези и научной фантастики», 1957 г. (французское издание, 1958 г.; антологизировано в Triple W: Witches, Warlocks and Werewolves, 1963 г.).
- Робертс, Джейн. «Бунду» (новелла, продолжение «Каштановых бус») в «Журнале фэнтези и научной фантастики», 1958 г.
- Робертс, Джейн. «Демон на молитве» в «Журнале фэнтези и научной фантастики», 1958 г. (перепечатано в журнале « Reality Change Magazine», зима 1994 г.).
- Робертс, Джейн. «Кошмар» в «Журнале фэнтези и научной фантастики», 1959 год.
- Робертс, Джейн. «Тупик» в «Журнале фэнтези и научной фантастики», 1959 г. (издание испанской антологии ок. 1960 г.).
- Робертс, Джейн. «Три раза вокруг» в журнале фэнтези и научной фантастики, 1964 г. (антологизировано в Earth Invaded, 1982 г.).
- Робертс, Джейн. «The Big Freeze» в Dude, 1965 (перепечатано в журнале Reality Change Magazine, лето 1994).
- Робертс, Джейн. «Миссия», купленная журналом Topper в августе 1965 г. (Публикация ещё не подтверждена).

### Поэзия
- «Время» в The Saratogian (Саратога-Спрингс, Нью-Йорк), 19 марта 1947 года.
- «Энигма» в The Saratogian, 19 марта 1947 г.
- «Весеннее веселье» в The Saratogian, 26 апреля 1947 г.
- «Дождь» в Profile (литературный журнал Skidmore College), декабрь 1947 года.
- «Притворство» в профиле, декабрь 1947 г.
- «Кодекс» в профиле, декабрь 1947 г.
- «Небоскрёбы» в профиле, декабрь 1947 г.
- «Интроверт» в профиле, май 1948 г.
- «Поэма» в профиле, май 1948 г.
- «Как публично, как лягушка» в «Профиле», осень 1948 года.
- «Поездка на мотоцикле» в профиле, осень 1948 года.
- «Эхо» в профиле, май 1949 г.
- «Смерть стояла у дверей» в профиле, май 1949 года.
- «Компромисс» в «Профиле», май 1949 г.
- «Я умру весной». Узоры. т.1, № 1, октябрь 1954 г.
- «Лирические» узоры. т.1, № 1, октябрь 1954 г.
- «Матильда» в «Ртути», весна 1960 г.
- «Сейчас весна, дедушка». Эпос. т. 12, № 3, весна 1961 г.
- «Фамильяр». Биттеррут. т.1, № 2, зима 1962 г.
- «Я видел руку» в « Сокровищах Парнаса: лучшие стихи 1962 г.», Young Publications, 1962 г. (перепечатано в The Elmira Star-Gazette, 1962 г.).
- «Мир моего дедушки». Эпос. т. 14, № 3, весна 1963 г.
- «Колыбельная песня.» Эпос. т. 14, № 3, весна 1963 г.
- «Осторожно, Октябрь». Эпос. т. 16, № 1, осень 1964 г.
- «Это запястье, эта рука». Эпос. т. 16, № 4, лето 1965 г.
- «Игра.» Обзор нового клуба фонарей. № 2, лето 1965 г.
- «Цветы.» Степной волк. № 1, зима 1965—1966 гг.
- «Зрение.» Пыль/9. т. 3, № 1, осень 1966 г.
- «Кто шепчет да». Пыль/12. т. 3, № 4, весна 1969 г.
- «Привет, Лоу и Психо». Выдержки, опубликованные в журнале «Изменение реальности», третий квартал 1996 года.

### Изданные на русском языке
- Экстрасенсорные способности = ESP Power. — М.: АСТ, 2006. — 288 с. — (Шаг за шагом). — 3,000 экз. — ISBN 5-17-036775-9.

## Другие авторы
Джейн Робертс несколько лет вела курс экстрасенсорных явлений. Джейн Робертс часто выступала от имени Сета в рамках этого курса. Некоторые участники курса записали свой опыт и позже опубликовали его в виде книги. Другие авторы занимаются практической реализацией концепций Сета в своих книгах.
Книги Сьюзен М. Уоткинс о материале Сета и Джейн Робертс:
- В диалоге с Сетом. Seth-Verlag, Sempach/Швейцария, 2011-12, 2 тома, ISBN 978-3-907833-80-3
- Кстати, о Джейн Робертс — «Мемуары друга». Сет-Верлаг, Земпах/Швейцария, 2014 г., ISBN 978-3-907833-19-3
- Книги Линды Мэдден Даль и применение материала Сета на практике:
- Тысячекратный шёпот — материал Сета и сознательное создание собственной реальности. Сет-Верлаг, Земпах/Швейцария, 2011-12, ISBN 978-3-907833-29-2